# Ceriana tridens
Ceriana tridens är en tvåvingeart som först beskrevs av Friedrich Hermann Loew 1872.  Ceriana tridens ingår i släktet griffelblomflugor, och familjen blomflugor. Inga underarter finns listade i Catalogue of Life.